# Norton de Andrade Mello Rapesta
Norton de Andrade Mello Rapesta (* 20. Januar 1958 in Rio de Janeiro) ist ein brasilianischer Diplomat.

## Leben
Norton de Andrade Mello Rapesta ist der Sohn von Maria Augusta Rapesta und Enrique Wilson Libertário Rapesta Turnerfunktionär. 1980 schloss er ein Studium der Rechtswissenschaften an der Universidade Federal do Rio de Janeiro ab. 2007 schloss er einen Vorbereitungskurs des Rio Branco-Institutes ab. 1983 wurde er Gesandtschaftssekretär dritter Klasse, 1987 zweiter Klasse und 1996 erster Klasse. 2003 wurde er Direktor im Itimaraty. 2007 wurde er Gesandter zweiter Klasse und 2010 erster Klasse.
Von 1987 bis 1991 war er Gesandtschaftssekretär in Rom. Von 1997 bis 1999 war er Konsul im Generalkonsulat in Cayenne. Von 1999 bis 2003 war er Gesandtschaftssekretär bei der Vertretung der brasilianischen Regierung bei der Europäischen Union in Brüssel. Von 2004 bis 2009 leitete er die Abteilung Handelsförderung im Itimaraty. Am 29. Dezember 2006 wurde er zum Botschafter in Helsinki ernannt.
Er wurde mit den Orden des Infanten Dom Henrique, den Ordem do Mérito Militar (brasilianischer Militärverdienstorden), dem Ordem do Mérito Naval (brasilianischen und französischen Kriegsmarineorden), dem Dannebrogorden, dem Orden von Oranien-Nassau und dem Ordem Rio Branco ausgezeichnet.
Seit 31. März 2015 war Mello Rapesta Botschafter in Angola, sein Nachfolger in Angola wurde Paulino Franco de Carvalho Neto. Am 17. August 2016 wurde er in Nachfolge von Antonio Carlos do Nascimento Pedro zum Botschafter in Kuwait mit Zuständigkeit für Bahrain ernannt.

## Veröffentlichungen
- Exportação de produtos defesa: importância estratégica e promoção comercial